# Bruchstücke eines prosaischen Tristanromans
Bei den Bruchstücken eines mittelalterlichen prosaischen Tristanromans handelt es sich um ein Fragment einer Erzählung von Tristan und Isolde in frühneuhochdeutscher Sprache, das aus dem altfranzösischen Prosa-Tristan übertragen worden ist.

## Datierung und Überlieferung
Bei dem Fragment handelt es sich um ein Doppelblatt einer Papierhandschrift aus dem 15./16. Jahrhundert. Benutzt wurde es laut A. Birlinger zur Decke eines alten Taufbuches in Lautlingen bei Ebingen. Es bezeugt die Rezeption von französischen Romanen im spätmittelalterlichen bzw. frühneuzeitlichen Deutschland, da es eine prinzipiell wörtliche Übersetzung des altfranzösischen Prosa-Tristan (13. Jhd.) ist.
Die Reihenfolge der Episoden und die Zeichnung entsprechen dem altfranzösischen Tristanroman in der Wiener Handschrift. Man kann bis heute nichts über die Entstehungszeit wie auch über den genauen Umfang der Fragmente sagen. Im Wortlaut steht das Fragment nach Karl Bartsch den seit 1489 erschienenen Drucken des Prosatristan nahe. Es wird vermutet, dass es sich um eine private Übersetzung handelt, vielleicht sogar nach einem der Drucke aus dem 15./16. Jahrhundert, da die Ausführung zwar sehr sorgfältig, aber nicht aufwendig ist.
Die Fragmente sind seit ihrer Veröffentlichung durch Bartsch kaum beachtet worden und nach 1925 so gut wie ganz in Vergessenheit geraten.

## Handlung
Im ersten Fragment kehren Mordret, der Ritter mit dem zerfetzten Mantel, und ein Fräulein in der Burg Calogernants ein. Danach reißt die Handlung an der Stelle ab und es geht weiter mit Brangien, die Tristan einen Brief der Königin Isolde (Ysollt) überbringt. Isolde beklagt in diesem Brief seine Heirat mit dem Fräulein Ysollt (Yselt aus Blanches Mains).
Im Anschluss hieran folgt eine Lücke im Umfang zweier Doppelblätter, bevor es mit dem zweiten Fragment und der Erzählung über Amoral (Lamorat de Gales), einen Ritter der Tafelrunde, weitergeht. Das mittelalterliche Bruchstück berichtet davon, wie Amoral Gawan im Zweikampf besiegt und dann in einer alten Kapelle übernachtet. Ferner wird von der Ankunft eines Ritters (Meleagant) erzählt, der seine unerfüllte Liebe zur Artuskönigin Ginover beweint.